# Primera División (Chile)
Die Primera División ist die höchste Spielklasse im chilenischen Vereinsfußball und wird dieser Tage durch die Asociación Nacional de Fútbol Profesional, die dem nationalen Verband Federación de Fútbol de Chile untersteht, organisiert. Derzeit lautet die offizielle Ligabezeichnung „Campeonato PlanVital“, benannt nach dem aktuellen Ligasponsor. Rekordmeister ist CSD Colo-Colo aus der Hauptstadt Santiago de Chile mit insgesamt 32 Titeln. Von 2002 bis 2016 wurden, wie in Südamerika weitgehend üblich, jedes Jahr zwei Halbjahresmeisterschaften ausgetragen, die sogenannte Apertura im ersten Kalenderhalbjahr und die Clausura im zweiten Kalenderhalbjahr. Versuchsweise wurde dieser Austragungsmodus auch bereits im Jahr 1997 angewandt. Seit 2017 wird die Meisterschaft wieder mit Hin- und Rückrunde ausgespielt.

## Historisches
Vor der Einführung der Liga wurden in Chile lediglich regionale Meisterschaften ausgetragen. Die Primera División nahm 1933 als Liga Profesional de Fútbol den Spielbetrieb mit acht Vereinen, die allesamt in Santiago kamen, auf. Die Gründungsmitglieder waren CSD Colo-Colo, CD Magallanes, Unión Española, Audax Italiano, Morning Star, welcher heute als CD Santiago Morning firmiert, sowie die nicht mehr existenten Vereine Santiago National FC, Santiago Badminton Club und CD Green Cross, das im März 1965 mit Deportes Temuco fusionierte und sich 1984 endgültig auflöste. CD Magallanes gewann die ersten drei Meisterschaften.
Die Liga wurde im Jahr 1934 auf zwölf Vereine aufgestockt. In den Jahren 1935 und 1936 wurde sie aber wieder auf sechs Vereine reduziert. 1937 und 1938 wurde wieder auf sieben Vereine erhöht. Bis zur Aufstockung auf 18 Vereine 1962 nahmen ab 1939 zunächst zehn Klubs und ab 1944 in der Regel zwischen 12 und 14 Klubs am Spielbetrieb teil.
Nachdem zu Anfang die Meisterschaft in normalen Liga-Modus mit Hin- und Rückrunde ausgetragen wurde, wurde zwischen 1968 und 1970 auch mit Aufteilungen in Regionalgruppen mit anschließenden Endrunden experimentiert. Von 1979 bis 1984 sowie 1990 gab es zwei Zusatzpunkte für den Pokalsieg sowie jeweils einen Zusatzpunkt für die Halbfinalteilnahme bei der Copa Chile. Diese waren aber für die Titelvergabe nie entscheidend.
Ab 1987 wurde die Liga auf 16 Vereine reduziert. Zwischenzeitlich kam es zu weiteren kurzfristigen Experimenten mit einer Regionalaufteilung. In den 1990er Jahren wurde die Vergabe der Teilnehmerplätze an der Copa Libertadores durch eine sogenannte kleine Liga, einer Liguilla, der führenden Vereine zu Saisonabschluss eingeführt, wenngleich der Meister weiterhin automatisch qualifiziert war.

## Derzeitiger Modus

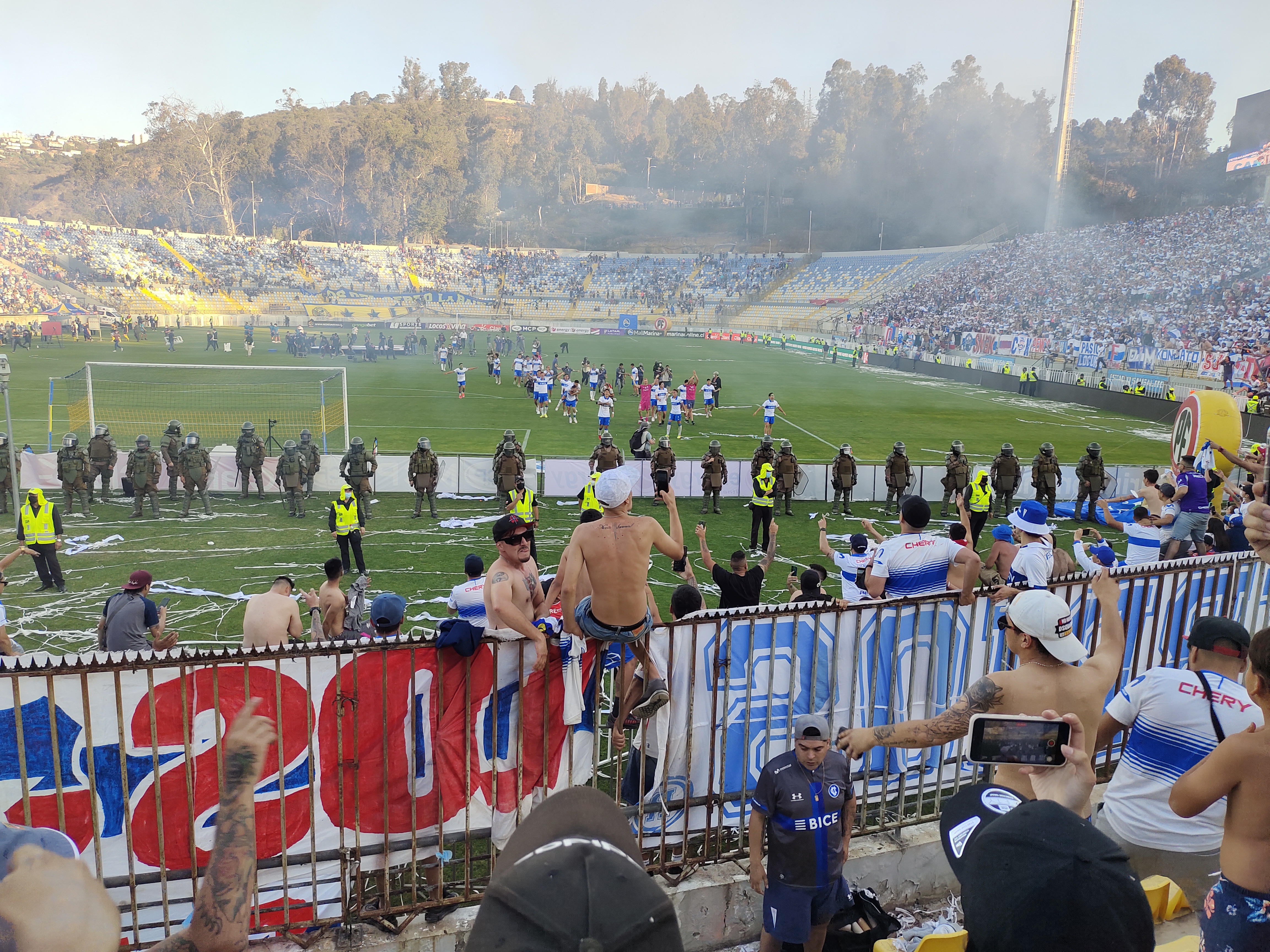
Spieler und Fans der Universidad Católica feiern die vierte Meisterschaft in Folge zwischen 2018 und 2021

Die Primera División wurde zur Saison 2015/2016 von 18 auf 16 Klubs reduziert. Seit 2017 wird die Meisterschaft wieder in Hin- und Rückrunde unterteilt. Das Meisterschaftsjahr entspricht dem Kalenderjahr. Alle 16 Vereine der Primera División treffen anhand eines vor der Saison festgelegten Spielplans zweimal aufeinander; je einmal im eigenen Stadion und einmal im Stadion des Gegners.
Die Teams auf den Plätzen 15 und 16 steigen in die 2. Liga, die Primera B, ab.
2019 wurde die Saison wegen der Proteste im Land abgebrochen, daher wurde die Abstiegsregelung ausgesetzt. 2020 spielten daher 18 Teams mit 3 Absteigern. 2021 spielen 17 Teams bei zwei Absteigern. Zudem nimmt der Tabellenfünfzehnte an den Playoff-Spielen um den Aufstieg/Abstieg gegen einen Zweitligisten teil.

### Qualifikation für die Copa Libertadores
Für die Copa Libertadores sind die beiden Erstplatzierte der Gesamttabelle qualifiziert. Der Pokalsieger und der Drittplatzierte nehmen an der 2. Qualifikationsrunde teil. Sollte der Pokalsieger bereits über die Liga für den Wettbewerb qualifiziert sein, so rück der Viertplatzierte nach.

## Teilnehmer
Die Absteiger der Vorsaison Curicó Unido und CD Magallanes wurden durch den Zweitligameister CD Cobreloa und Playoff-Sieger Deportes Iquique ersetzt. Folgende Vereine nahmen an der Meisterschaft 2024 teil:
|  | Mannschaft                | Stadt             | Stadion                                 | Kapazität |
|  | ------------------------- | ----------------- | --------------------------------------- | --------- |
|  | Audax Italiano La Florida | Santiago de Chile | Estadio Bicentenario de La Florida      | 12.000    |
|  | CD Cobreloa               | Calama            | Estadio Zorros del Desierto             | 20.180    |
|  | Cobresal                  | El Salvador       | Estadio El Cobre                        | 11.240    |
|  | Colo-Colo                 | Santiago de Chile | Estadio Monumental                      | 43.667    |
|  | Coquimbo Unido            | Coquimbo          | Estadio Francisco Sánchez Rumoroso      | 18.000    |
|  | Deportes Copiapó          | Copiapó           | Estadio Luis Valenzuela Hermosilla      | 08.000    |
|  | Everton de Viña del Mar   | Viña del Mar      | Estadio Sausalito                       | 19.200    |
|  | Huachipato                | Talcahuano        | Estadio Huachipato-CAP Acero            | 10.500    |
|  | O’Higgins                 | Rancagua          | Estadio El Teniente                     | 13.849    |
|  | Deportes Iquique          | Iquique           | Estadio Tierra de Campeones             | 12.000    |
|  | Ñublense                  | Chillán           | Estadio Nelson Oyarzún                  | 12.000    |
|  | Palestino                 | Santiago de Chile | Estadio Municipal de La Cisterna        | 12.000    |
|  | Unión Española            | Santiago de Chile | Estadio Santa Laura                     | 22.000    |
|  | Unión La Calera           | La Calera         | Estadio Municipal Nicolás Chahuán Nazar | 10.000    |
|  | Universidad Católica      | Santiago de Chile | Estadio San Carlos de Apoquindo         | 20.249    |
|  | Universidad de Chile      | Santiago de Chile | Estadio Nacional de Chile               | 46.190    |

## Die Meister
| - 33 Titel: CSD Colo-Colo (Santiago) - 18 Titel: Universidad de Chile (Santiago) - 16 Titel: Universidad Católica (Santiago) - 08 Titel: CD Cobreloa (Calama) - 07 Titel: Unión Española (Santiago) - 04 Titel: Audax Italiano (Santiago) - 04 Titel: CD Magallanes (Santiago) - 04 Titel: Everton de Viña del Mar (Viña del Mar) - 03 Titel: Santiago Wanderers (Valparaíso) - 03 Titel: CD Huachipato (Talcahuano) - 02 Titel: CD Palestino (Santiago) - 01 Titel: CD Green Cross (Temuco) - 01 Titel: CD O’Higgins (Rancagua) - 01 Titel: Santiago Morning (Santiago) - 01 Titel: Unión San Felipe - 01 Titel: CD Cobresal | Halbsaisonmeisterschaften 1997 und von 2002 bis 2017 - 11: CSD Colo-Colo - 07: Universidad de Chile - 05: Universidad Católica - 03: CD Cobreloa - 01: Unión Española - 01: Everton de Viña del Mar - 01: CD Huachipato - 01: CD O’Higgins - 01: CD Cobresal | Jahresmeisterschaften 1933–2002 ohne 1997, mit 2010 und 2013, ab 2017 - 22: CSD Colo-Colo - 11: Universidad de Chile - 11: Universidad Católica - 05: CD Cobreloa - 06: Unión Española - 04: Audax Italiano - 04: CD Magallanes - 03: Everton de Viña del Mar - 03: Santiago Wanderers - 02: CD Palestino - 01: Green Cross - 01: CD Huachipato - 01: Santiago Morning - 01: Unión San Felipe |

## Meisterschaftshistorie

### Meister seit 2002
| 2023                                         | CD Huachipato                                           |
| 2022                                         | CSD Colo-Colo                                           |
| 2021                                         | CD Universidad Católica                                 |
| 2020                                         | CD Universidad Católica                                 |
| 2019                                         | CD Universidad Católica                                 |
| 2018                                         | CD Universidad Católica                                 |
| 2017                                         | T: CSD Colo-Colo                                        |
| 2016/17                                      | Ap: CD Universidad Católica Cl: CF Universidad de Chile |
| 2015/16                                      | Ap: CSD Colo-Colo Cl: CD Universidad Católica           |
| 2014/15                                      | Ap: CF Universidad de Chile Cl: CD Cobresal             |
| 2013/14                                      | Ap: CD O’Higgins Cl: CSD Colo-Colo                      |
| 2013                                         | – Unión Española                                        |
| 2012                                         | Ap: CF Universidad de Chile Cl: CD Huachipato           |
| 2011                                         | Ap: CF Universidad de Chile Cl: CF Universidad de Chile |
| 2010                                         | – CD Universidad Católica                               |
| 2009                                         | Ap: CF Universidad de Chile Cl: CSD Colo-Colo           |
| 2008                                         | Ap: Everton de Viña del Mar Cl: CSD Colo-Colo           |
| 2007                                         | Ap: CSD Colo-Colo Cl: CSD Colo-Colo                     |
| 2006                                         | Ap: CSD Colo-Colo Cl: CSD Colo-Colo                     |
| 2005                                         | Ap: Unión Española Cl: CD Universidad Católica          |
| 2004                                         | Ap: CF Universidad de Chile Cl: CD Cobreloa             |
| 2003                                         | Ap: CD Cobreloa Cl: CD Cobreloa                         |
| 2002                                         | Ap: CD Universidad Católica Cl: CSD Colo-Colo           |
| Ap = Apertura, Cl = Clausura, T = Transición |                                                         |

### Meister 1933–2001
| - 2001: CD Santiago Wanderers - 2000: CF Universidad de Chile - 1999: CF Universidad de Chile - 1998: CSD Colo-Colo - 1997 A: CD Universidad Católica - 0 C: CSD Colo-Colo - 1996: CSD Colo-Colo - 1995: CF Universidad de Chile - 1994: CF Universidad de Chile - 1993: CSD Colo-Colo - 1992: CD Cobreloa - 1991: CSD Colo-Colo - 1990: CSD Colo-Colo - 1989: CSD Colo-Colo - 1988: CD Cobreloa - 1987: CD Universidad Católica - 1986: CSD Colo-Colo - 1985: CD Cobreloa - 1984: CD Universidad Católica - 1983: CSD Colo-Colo - 1982: CD Cobreloa - 1981: CSD Colo-Colo - 1980: CD Cobreloa - 1979: CSD Colo-Colo | - 1978: CD Palestino - 1977: Unión Española - 1976: Everton de Viña del Mar - 1975: Unión Española - 1974: CD Huachipato - 1973: Unión Española - 1972: CSD Colo-Colo - 1971: CD Unión San Felipe - 1970: CSD Colo-Colo - 1969: CF Universidad de Chile - 1968: CD Santiago Wanderers - 1967: CF Universidad de Chile - 1966: CD Universidad Católica - 1965: CF Universidad de Chile - 1964: CF Universidad de Chile - 1963: CSD Colo-Colo - 1962: CF Universidad de Chile - 1961: CD Universidad Católica - 1960: CSD Colo-Colo - 1959: CF Universidad de Chile - 1958: CD Santiago Wanderers - 1957: Audax CS Italiano - 1956: CSD Colo-Colo | - 1955: CD Palestino - 1954: CD Universidad Católica - 1953: CSD Colo-Colo - 1952: Everton de Viña del Mar - 1951: Unión Española - 1950: Everton de Viña del Mar - 1949: CD Universidad Católica - 1948: Audax CS Italiano - 1947: CSD Colo-Colo - 1946: Audax CS Italiano - 1945: CD Green Cross - 1944: CSD Colo-Colo - 1943: Unión Española - 1942: CD Santiago Morning - 1941: CSD Colo-Colo - 1940: CF Universidad de Chile - 1939: CSD Colo-Colo - 1938: CD Magallanes - 1937: CSD Colo-Colo - 1936: Audax CS Italiano - 1935: CD Magallanes - 1934: CD Magallanes - 1933: CD Magallanes |

## Alle bisherigen Teilnehmer der Primera División
| Verein                         | Gründung | Spielzeiten                                                        | Beste Platzierung 1          |
| ------------------------------ | -------- | ------------------------------------------------------------------ | ---------------------------- |
| Deportes Antofagasta           | 1966     | 1969–1977, 1983–1984, 1991–1997, 2006–2008, 2012–2022              | 7. Platz (1992 und 1996)     |
| San Marcos de Arica 2          | 1978     | 1982–1985, 2013, 2014–2016                                         | 4. Platz (1984)              |
| Audax Italiano                 | 1910     | 1933–1971, 1977–1986, seit 1996                                    | 4 Mal Meister                |
| CD Aviación 3                  | 1957     | 1974–1980                                                          | 8. Platz (1977 und 1978)     |
| Badminton FC 4                 | 1898     | 1933–1949                                                          | 3. Platz (1933 und 1935)     |
| Carlos Walker                  |          | 1934                                                               | 8. Platz (1934)              |
| CD Cobreloa                    | 1977     | 1978–2015                                                          | 8 Mal Meister                |
| CD Cobresal                    | 1979     | 1984–1992, 1994, 1999, 2002–2017, seit 2019                        | Meister 2014/15 (C)          |
| Colo-Colo                      | 1925     | seit 1933                                                          | Rekordmeister mit 34 Titeln  |
| Deportes Concepción            | 1966     | 1968–1981, 1985–1993, 1995–02, 2005–2008                           | Vizemeister (1975)           |
| Deportes Copiapó               | 2023     | seit 2023                                                          |                              |
| Coquimbo Unido                 | 1957     | 1963–1965, 1978–1980, 1984, 1991–2007, 2019–2020, seit 2022        | Vizemeister (1991, Ape 2005) |
| CDP Curicó Unido               | 1973     | 2009, seit 2017                                                    | 3. Platz (2022)              |
| Everton de Viña del Mar        | 1909     | 1944–1972, 1975–1981, 83–95, 2000, 2004–2010, 2013–14, seit 2016   | 4 Mal Meister                |
| Deportes Alemán                |          | 1934                                                               | 11. Platz (1934)             |
| Fernández Vial 5               | 1903     | 1983–1984, 1986–1992                                               | 5. Platz (1991)              |
| Ferrobadminton 4               | 1950     | 1950–1964, 1966                                                    | 3. Platz (1952)              |
| CD Ferroviarios de Chile 4     | 1916     | 1934                                                               | 9. Platz (1934)              |
| CD Green Cross                 | 1916     | 1933–1934, 39–58, 61–62, 64–80, 83–84                              | Meister 1945                 |
| CD Huachipato                  | 1947     | 1967–1978, 1983–1990, 1992, seit 1995                              | 3 Mal Meister                |
| Deportes Iberia                | 1933     | 1946–1954                                                          | 5. Platz (1948)              |
| Deportes Iquique               | 1978     | 1980–1990, 1993, 98–99, 2009, 2011–2020                            | 3. Platz (1988)              |
| Deportes La Serena             | 1955     | 1958–1959, 62–76, 81–82, 84, 88–95, 97–99, 2004–12, 2020–2022      | 3. Platz (1958)              |
| Lota Schwager                  | 1966     | 1970–1980, 1987, 2007                                              | 6. Platz (1977)              |
| CD Magallanes                  | 1897     | 1933–1960, 1962–1975, 1980–1986, seit 2023                         | 4 Mal Meister                |
| Deportes Melipilla             | 1992     | 1993, 2005, 2007–2008, 2020–2021                                   | 10. Platz (2007)             |
| Metropolitano                  |          | 1939 6                                                             |                              |
| Morning Star 7                 | 1903     | 1933–1934                                                          | 6. Platz (1933)              |
| Deportes Naval de Talcahuano 8 | 1944     | 1972–1976, 1979–1990                                               | 5. Platz (1981 und 1982)     |
| Deportivo Ñublense             | 1916     | 1977–1979, 1981, 2007–2011, 2013–2015, seit 2020                   | 2. Platz (2022)              |
| CD O’Higgins                   | 1955     | 1955–1963, 65–75, 77–85, 88–96, 99–01, seit 2006                   | Meister 2013 (A)             |
| Deportes Ovalle                | 1963     | 1976–1977                                                          | 10. Platz (1976)             |
| CD Palestino                   | 1920     | 1953–1970, 1973–1988, seit 1990                                    | Meister 1955 und 1978        |
| Provincial Osorno              | 1983     | 1991, 1993–1998, 2000, 2008                                        | 6. Platz (1996)              |
| Deportes Puerto Montt          | 1983     | 1997–2001, 2003–2007                                               | 7. Platz (1998)              |
| Rangers de Talca               | 1902     | 1953–1976, 1978, 1982–1987, 89, 94, 98–99, 2001–06, 08–09, 12–14   | Vizemeister (1969)           |
| Regional Atacama 9             | 1979     | 1982–1984, 1994–1996                                               | 6. Platz (1994)              |
| San Luís Quillota              | 1919     | 1956–1957, 1959–1967, 1981, 1984–1987, 2010, 2015–2018             | 10. Platz (1959 und 1986)    |
| Santiago FC 7                  | 1903     | 1934–1935                                                          | 2 Mal 6. Platz               |
| CD Santiago Morning 7          | 1936     | 1936–1956, 60-69, 75–79, 82, 1999–2002, 06, 2008–2011              | Meister 1942                 |
| Santiago National FC 10        | 1900     | 1933–1934, 1939–1948                                               | 3. Platz (1940)              |
| Santiago Wanderers             | 1892     | 1937, 44–77, 79–80, 83–84, 90–91, 96–98, 2000–07, 10–17, 2020–2021 | 3 Mal Meister                |
| Deportes Temuco                | 1960     | 1992–1998, 2002–2005, 2016–2018                                    | 4. Platz (1995)              |
| Trasandino de Los Andes        | 1906     | 1983–1984, 1986                                                    | 14. Platz (1986)             |
| Unión Española                 | 1897     | 1933–1997 11, seit 2000                                            | 7 Mal Meister                |
| Unión La Calera                | 1954     | 1962–1974, 1985, 2011–2016, seit 2018                              | 6. Platz (1971)              |
| Unión San Felipe               | 1956     | 1962–1968, 1971–1974, 1983–1986, 1989, 2001–2005, 2010–2015        | Meister 1971                 |
| Universidad Católica           | 1937     | 1939–1955, 1957–1973, seit 1976                                    | 16 Mal Meister               |
| Universidad de Chile           | 1927     | 1938–1988, seit 1990                                               | 18 Mal Meister               |
| Universidad de Concepción      | 1994     | 2003–2012, 2013–2020                                               | Vizemeister (Cla 2007)       |
| Deportes Valdivia              | 1983     | 1988–1989                                                          | 10. Platz (1988)             |

1 In Chile wurde nicht in jeder Saison eine Abschlusstabelle ermittelt und seit 2002 wird der Meister nach mexikanischem Vorbild in Play-offs ermittelt, die in halbjährlichem Rhythmus ausgetragen werden, so dass seither auch zwei Meister pro Jahr ermittelt werden, was auch bereits 1997 schon einmal der Fall war. Sofern keine Meisterschaft oder Vizemeisterschaft erreicht werden konnte und besagte Mannschaft ihre beste Platzierung in einer Zeit erzielte, in der ein anderes Verfahren als das der Gesamttabelle Gültigkeit besaß, wurde die hier angegebene Position anhand einer Gesamtjahrestabelle ermittelt, wie sie in den meisten Ländern üblich ist.
2 Der Verein firmierte bis 2005 unter der Bezeichnung Deportes Arica.
3 Der Club de Deportes Aviación, Verein der chilenischen Luftwaffe, wurde 1981 aufgelöst.
4 Der in Valparaíso von britischen Einwanderern gegründete Badminton Football Club fusionierte 1950 mit dem Eisenbahnerverein Club Deportivo Ferroviarios de Chile und firmierte in den folgenden 19 Jahren unter der Bezeichnung Ferrobadminton. 1969 wurde die Fusion wieder gelöst und die ursprünglichen Vereine reaktiviert.
5 Voller Name: Club Deportivo Ferroviario Almirante Arturo Fernández Vial
6 Metropolitano wurde nach 9 Spielen (1 Remis und 8 Niederlagen) disqualifiziert.
7 Morning Star und Santiago FC fusionierten 1936 zu Santiago Morning.
8 1991 aufgelöster, ehemaliger Verein der chilenischen Marine.
9 Die Mannschaft wurde 1998 aufgelöst.
10 Santiago National FC fusionierte kurzzeitig mit Juventus und trat in den Spielzeiten 1940 und 1941 unter der Bezeichnung Santiago National Juventus an. In der Meisterschaftsrunde 1939 wurde National nach 17 von 24 Spieltagen disqualifiziert. Der Verein wurde 1954 aufgelöst.
11 In der Meisterschaftsrunde 1939 nach nur einem Spiel disqualifiziert.

## Bekannte ehemalige Spieler der Liga
| - Arturo Vidal - Carlos Caszely - Elías Figueroa - Iván Zamorano - Jorge Robledo | - Jorge Toro - Jorge Vargas - Leonel Sánchez - Marcelo Salas | - Alexis Sánchez - Matías Fernández - Rodrigo Tello - Sergio Livingstone - Lucas Barrios |